# دوني بوش
دوني بوش (بالإنجليزية: Donie Bush)‏ هو لاعب كرة قاعدة أمريكي، ولد في 8 أكتوبر 1887 في إنديانابوليس في الولايات المتحدة، وتوفي بنفس المكان في 28 مارس 1972.

## وصلات خارجية
- دوني بوش على موقعبيزبول رفرنس.كوم (الدوري الرئيسي) (الإنجليزية)
- دوني بوش على موقع مشجعي الرسوم البيانية (الإنجليزية)